# Красная Дача (Ленинградская область)
Красная Дача — посёлок в Любанском городском поселении Тосненского района Ленинградской области.

## История
По данным 1933 года посёлок Красная Дача в составе Тосненского района не значился.

Посёлок Красная Дача (Д. О.) на карте 1941 года

По данным 1966 и 1973 годов посёлок Красная Дача входил в состав Любанского сельсовета.
По данным 1990 года посёлок Красная Дача находился в составе Сельцовского сельсовета.
В 1997 году в посёлке Красная Дача Сельцовской волости проживали 157 человек, в 2002 году — 130 человек (русские — 93 %), в 2007 году — 149.

## География
Посёлок расположен в юго-восточной части района к юго-западу и смежно с центром поселения — городом Любань на автодороге 41А-004 (Павлово — Мга — Луга).
Расстояние до административного центра поселения — 3 км.
Расстояние до ближайшей железнодорожной станции Любань — 2 км.
Через посёлок протекает река Тигода.

## Демография
| 1997 | 2007 | 2010 | 2017 |
| ---- | ---- | ---- | ---- |
| 157  | ↘149 | ↗241 | →241 |